# Mesothisa conradtaria
Mesothisa conradtaria är en fjärilsart som beskrevs av Charles Oberthür 1911. Mesothisa conradtaria ingår i släktet Mesothisa och familjen mätare. Inga underarter finns listade i Catalogue of Life.